# MoneyBart
«MoneyBart» (укр. «Барт, який змінив усе») — третя серія двадцять другого сезону мультсеріалу «Сімпсони», прем'єра якої відбулась 10 жовтня 2010 року у США на телеканалі «Fox».

## Сюжет
До Спрінґфілдської початкової школи навідується випускниця Далія Брінклі. Вона стала студенткою Ліги плюща. Поспілкувавшись, Ліса розуміє, що їй до Далія далеко, оскільки вона мало бере участь у позакласних заняттях.
Того самого дня Нед Фландерс відвідує Сімпсонів, щоб повідомити Барту, що він покидає посаду тренера дитячої бейсбольної команди «Спрінґфілдських Ізототопів», оскільки вони давно не вигравали жодної гри.
Барт вирушає до команди на стадіон Спрінгфілда. Він дізнається, що новою тренеркою стала Ліса Сімпсон, для якої це неоюхідне позакласне заняття. Вона не дуже розбирається в бейсболі, тому йде до таверни Мо, де професор Фрінк з ботанами навчають дівчинку теоретичним аспектам бейсбола. Вони розповідають Лісі про саберметрику, статистичний метод для перемоги.
Ліса використовує теорію ймовірностей і статистику, щоб тренувати «Спрінґфілдських Ізототопів». Із новим підходом команда швидко розпочинає низку перемог.
Однак, Барт не дуже задоволений здобутками сестри, тому що вона забирає все задоволення від гри. На грі Барт не слухає Лісу, через що здобуває гоумран, завдяки якому команда знову виграє гру. Незважаючи на це, Ліса вилучає Барта з команди через непокору.
Це викликає напругу в родині Сімпсонів. Гомер стає на бік Ліси, вважаючи, що вона має робити те, що корисно для команди, а Мардж — на бік Барта, з думкою про те, що Ліса повинна пам'ятати, що сім'я на першому місці.
Згодом команда добирається до фіналу чемпіоната штату Малої Ліги. Водночас замість гри Барт їде з Мардж на американські гірки. Під час поїздки хлопчику телефонує Ліса, яка благає його прийти і зіграти замість Ральфа, який перепив соку. На американських гірках позаду них з'являється Майк Соша і каже Барту, що він завжди повинен слухати свого керівника, що приведе до перемоги. Барт вирушає на гру.
«Спрінґфілдські Ізототопи» програють з відривом в одне очко. Барт відкидає розбіжності із сестрою та пропонує свої ідеї дл перемоги. Він ігнорує знаки тренерки, яка каже, що шанси дуже проти нього. Однак, Ліса таки вирішує підбадьорити Барта, але це не допомогло. Попри те «Спрінґфілдські Ізототопи» програли гру, команда підбадьорює малих Сімпсонів за вирішення їхнього конфлікту.

## Виробництво
Британський вуличний художник Бенксі вступну заставку цією серії, що стало першим випадком, коли художника запросили для створення розкадрування «Сімпсонів». Виконавчий продюсер серіала Ел Джін вперше звернув увагу на Бенксі після перегляду його фільму 2010 року «Вихід через сувенірну крамницю». За словами Джіна, у нього в голові була наступна концепція: «А що, якби цей графіті-художник прийшов і обмалював нашу заставку?» Режисерка з кастингу «Сімпсонів» Боніта Пієтіла змогла зв'язатися із художником через продюсерів фільма та запитала, чи буде він зацікавлений у розробці заставки для серіалу. Джін сказав, що Бенксі у відповідь «відправив кадри майже з тим, що ви бачили [в етері]». Творець серіалу Метт Ґрюйнінґ схвалив ідею та допоміг зробити заставку якомога ближчою до оригінальних розкадрувань Бенксі. Відділ стандартів і практики «Fox» вимагав кількох змін, але, за словами Джіна, «95 відсотків [залишилося] саме так, як він [Бенксі] хотів». У січні 2011 року Бенксі на своєму сайті опублікував оригінальне розкадрування заставки, з якого виявилося, що було вирізано постер Руперта Мердока.
В інтерв'ю «The Guardian» Бенксі сказав, що на нього при створенні заставки вплинуло тривале використання «Сімпсонами» анімаційних студій у Сеулі, Південна Корея.
«BBC News» повідомило, що «за словами [Бенксі], його розкадрування призвело до затримок, суперечок щодо стандартів трансляції та загрози звільнення відділу анімації». Однак, у липні 2020 року в інтерв'ю «Entertainment Weekly» Ел Джін заперечив це, додавши, що «ми зображували умови [праці] в химерному світлі і раніше». Попередньо Джін заявляв:
|  | Сцени, [показані у вступі,] — дуже вигадливі та надумані. Ніщо з того, що вступ зображує, не є правдою. Це твердження повинно бути само собою зрозумілим, але я рішуче це скажу. |

За словами Нельсона Шина, засновника «AKOM», корейської студії анімації, яка розробляє «Сімпсонів», студія отримала розкадрування заставки в серпні 2010 року. Йому здалося, що заставка «надмірна й образлива», тому він наполягав на видаленні деяких похмурих жартів.

## Культурні відсилання та цікаві факти
- Назва серії є відсиланням до книги «Moneyball: The Art of Winning an Unfair Game» (укр. «Людина, яка змінила все: Мистецтво виграшу в нечесній грі»), яка досліджувала використання саберметрики бейсбольною командою «Окленд Атлетикс» 2002 року для створення конкурентоспроможної бейсбольної команди[7].
- Сцена, в якій Ліса оточена зеленими цифрами, є відсиланням до франшизи «Матриця»[8].
- Гомер згадує бейсбольний сезона 1969 «Нью-Йорк Метс» і Рона Свободу, відомого члена команди[8].
- На момент виходу серії Майк Соша встановив рекорд як найтриваліша перерва як запрошена зірка в ролі самого у «Сімпсонах» — 18 років. Він був запрошеною зіркою в епізоді 3 сезону «Homer at the Bat»[8].

## Ставлення критиків і глядачів
Під час прем'єри серію переглянули 6,72 млн осіб, з рейтингом 3.0, що зробило її другим найпопулярнішим шоу на каналі «Fox» тієї ночі, після «Сім'янина».
Ровен Кайзер з «The A.V. Club» дала серії оцінку A-, сказавши, що в серії була «низка чудових моментів» і загалом назвавши серію «чудовою». Єдине, що оглядачці не сподобалося, — «вайлувата поява як запрошеної зірки помірковано відомого бейсболіста Майка Соша».
Ерік Гохбергер з «TV Fanatic» дав серії 3,7/5, також розкритикувавши камео Майка Соші. Водночас, на думку Гохбергера, в епізоді «безсумнівно, було багато чудових жартів і достатньо сильна душевна історія, щоб розважити нас».
Згідно з голосуванням на сайті The NoHomers Club більшість фанатів оцінили серію на 4/5 із середньою оцінкою 2,96/5.

### Реакція на заставку
Нельсона Шина, засновника «AKOM», сцена на дивані розчарувала. В інтерв'ю журналу «Time» він розповів, що разом з іншими аніматорами стверджували, що ця сатира створила враження, що азіатські митці працюють у неякісних потогінних цехах, коли насправді вони анімують більшість Сімпсонів щотижня у високотехнологічних майстернях в центрі Сеула. Шин розлютився: «Більшість контенту стосувалася приниження людей із Кореї, Китаю, Мексики та В'єтнаму… Якщо Бенксі хоче критикувати ці речі… я пропоную йому спочатку дізнатися про це більше».
Водночас Меліса Белл із «The Washington Post», сказавши, що Бенксі відродив грань «Сімпсонів» дикою початковою сценою. Однак, але після «приголомшливої заставки, шоу повернулося до своєї звичайної рутини камео запрошених зірок, жартів із відсиланнями на себе та дотичних сюжетних ліній».